# Sugababes
Le Sugababes sono una girl band britannica. Il gruppo, formato nel 1998, è composto da Siobhán Donaghy, Mutya Buena e Keisha Buchanan (che è la formazione originaria). Nel corso degli anni, la formazione è variata numerose volte, con la sostituzione delle cantanti originali con altre interpreti: Heidi Range, Amelle Berrabah e Jade Ewen, fino ad un primo scioglimento nel 2011.
L'utilizzo del nome Sugababes fu al centro di controversie legali portate avanti da Keisha Buchanan, intenzionata a riprendere l'attività con le altre due interpreti originali, riuscendo a riportare in attività il gruppo a partire dal 2019 dopo un periodo in cui la formazione dovette utilizzare il nome "Mutya Keisha Siobhan".
Il gruppo ha all'attivo sette album di inediti e ventotto singoli, tutti pubblicati dall'etichetta discografica Island Records, con l'eccezione del primo album, One Touch, e dei quattro singoli da esso estratti, pubblicati invece dall'etichetta London Records. A questi si affiancano un album dal vivo, due DVD, tre EP e due raccolte. Principalmente note in Europa, e in particolare in Regno Unito e Irlanda, il gruppo ha pubblicato diversi singoli di successo, tra cui vanno sottolineati Round Round, Push the Button e About You Now.
Il Guinness dei primati ha nominato le Sugababes il gruppo femminile di maggior successo del XXI secolo, con sei singoli arrivati in prima posizione nella classifica dei singoli del Regno Unito e diciotto singoli arrivati nelle prime dieci posizioni della medesima classifica. Il gruppo è stato inoltre nominato otto volte ai BRIT Awards, vincendo nell'edizione del 2003 come "Miglior gruppo dance".

## Storia

### Creazione del gruppo

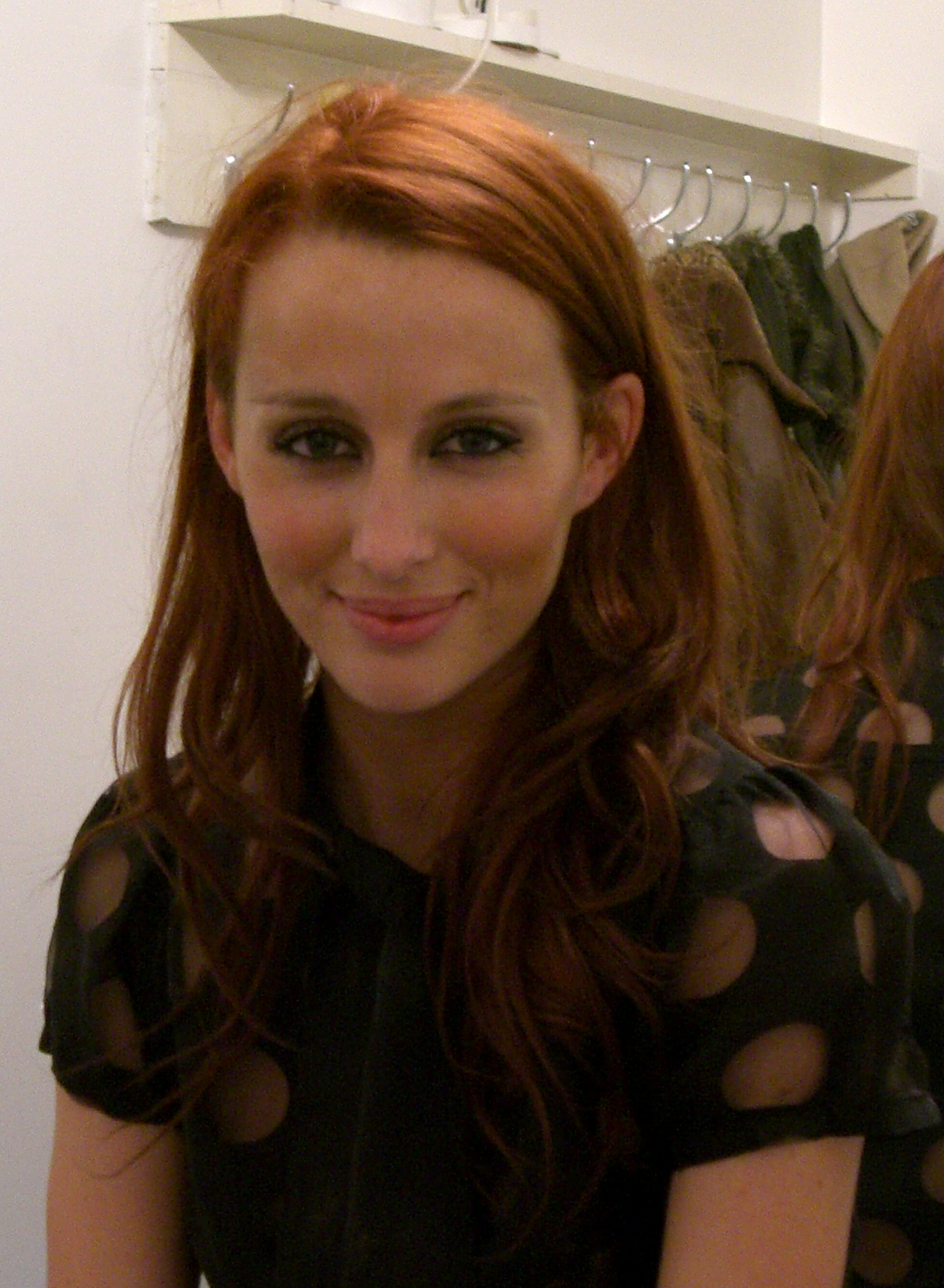
Siobhán Donaghy; anni nel gruppo: 1998 - 2001

All'età di dodici anni, Mutya Buena e Siobhán Donaghy, separatamente, incontrarono Ron Tom, creatore di gruppi di successo come le All Saints, che propose ad entrambe un contratto da solista. Tramite il manager le due vennero a conoscenza l'una dell'altra, e all'età di tredici anni si incontrarono per esibirsi insieme in un concerto a cappella; fortemente impressionate l'una dalla voce dell'altra, decisero di creare un duo e iniziarono a scrivere diverse canzoni. Fu in quel periodo che Keisha Buchanan, migliore amica della Buena, chiese di poter assistere alle sessioni di registrazione dei brani; non appena la vide, Ron Tom decise che il duo doveva divenire un trio, e diede loro il nome temporaneo di "Sugababies", dai soprannomi della Buchanan e della Buena. Il nome fu poi modificato in quello definitivo di "Sugababes".
Nel 1999 il manager del gruppo le presentò alla casa discografica London Records, che offrì al gruppo un contratto; le Sugababes nacquero così ufficialmente in quell'anno, e il gruppo iniziò immediatamente a registrare le canzoni per il suo primo album.

### Il debutto conOne Touch
L'11 settembre del 2000 debuttarono con il singolo Overload, che raggiunse la sesta posizione della classifica britannica dei singoli e discrete posizioni nelle classifiche europee; il brano fu anche nominato ai BRIT Awards del 2001 come "Miglior singolo britannico", premio poi andato a Robbie Williams. Il 27 novembre dello stesso anno fu pubblicato il primo album del gruppo, One Touch, che raggiunse la posizione 26 nella classifica britannica degli album ed ebbe un buon riscontro nel resto d'Europa. Il secondo singolo, New Year, fu pubblicato a dicembre ed ottenne un minor successo rispetto al singolo d'esordio, raggiungendo la dodicesima posizione nella classifica britannica. Run for Cover fu il terzo singolo, pubblicato nell'aprile del 2001 anche in versione DVD, ed ottenne un tiepido successo in Europa. Infine nel luglio dello stesso anno fu pubblicato Soul Sound, quarto ed ultimo singolo dell'album, rivelatosi un insuccesso commerciale al di fuori del Regno Unito, in cui raggiunse la trentesima posizione della classifica.
Nell'agosto dello stesso anno, durante un tour promozionale in Giappone, Siobhán Donaghy abbandonò il gruppo. Inizialmente affermò di voler iniziare una carriera nella moda, ma le fu poi diagnosticata una depressione, secondo lei causata dalle rivalità interne alla band. Inoltre le vendite di One Touch non soddisfecero le aspettative della London Records, e il gruppo fu licenziato nel 2001. L'album sarebbe poi stato certificato disco d'oro dalla BPI; al 2008, ha venduto 220 000 copie nel solo Regno Unito.

### Il successo conAngels With Dirty Facese la seconda formazione

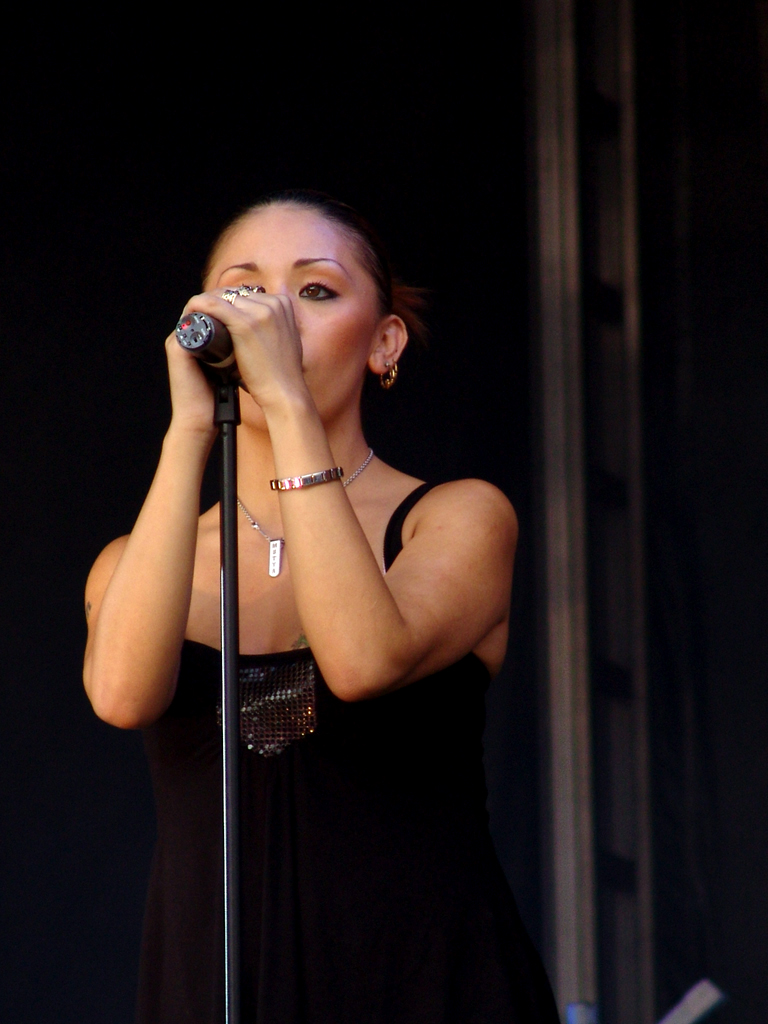
Mutya Buena; anni nel gruppo: 1998 - 2005

La Buena e la Buchanan tennero dei provini per trovare una sostituta all'altezza della ex-componente. La scelta ricadde su Heidi Range,, diciottenne di Liverpool ed ex Atomic Kitten. Ritornato al numero iniziale di tre componenti, il gruppo firmò un contratto con l'etichetta discografica Island Records e iniziò le registrazioni del secondo album di inediti.
Nel 2002 fu pubblicato il primo singolo estratto dal secondo album, Freak like Me, un brano electro-R&B prodotto da Richard X mash-up del successo fine anni settanta di Gary Numan intitolato Are Friends Electric? e dell'omonima canzone di Adina Howard del 1995.
La canzone si rivelò un successo, debuttando in prima posizione nel Regno Unito. Anche il secondo singolo, Round Round, pubblicato il 12 agosto, debuttò in vetta alla classifica e raggiunse la seconda posizione delle classifiche dei singoli in Irlanda, Paesi Bassi e Nuova Zelanda. Entrambi i singoli hanno ottenuto la certificazione di disco d'argento dalla BPI.
Sulla scia del successo di questi due singoli, il secondo album del gruppo, Angels with Dirty Faces, pubblicato il 26 agosto del 2002, debuttò in seconda posizione nella classifica britannica degli album; al 2008, ha venduto nel solo Regno Unito 916.562 copie ed è stato certificato triplo disco di platino dalla BPI. Ad esso vanno aggiunte le vendite del resto d'Europa, in cui il disco è stato pubblicato un mese dopo; in totale l'album ha superato il milione di copie, venendo certificato disco di platino dalla IFPI. L'album è stato anche uno dei dischi più acclamati dalla critica nel 2002, tanto che All Music Guide lo ha inserito tra i dieci migliori album dell'anno.
Nel Regno Unito il terzo singolo estratto dall'album, la ballata Stronger, portò il gruppo ad avere tre singoli consecutivi nelle prime dieci posizioni della classifica dei singoli nel loro paese natio. Il brano fu pubblicato come doppia A-side con Angels with Dirty Faces, canzone scelta per la colonna sonora del film d'animazione Le Superchicche - Il film. Un quarto singolo, Shape, cover di Shape of My Heart di Sting, ottenne buoni risultati nei Paesi Bassi ed in Irlanda. Tutti i singoli hanno raggiunto buone posizioni nella classifica britannica.
Per promuovere il disco il trio ha tenuto un tour, intitolato come l'album, partito nel 2003.

### Three, l'album della conferma

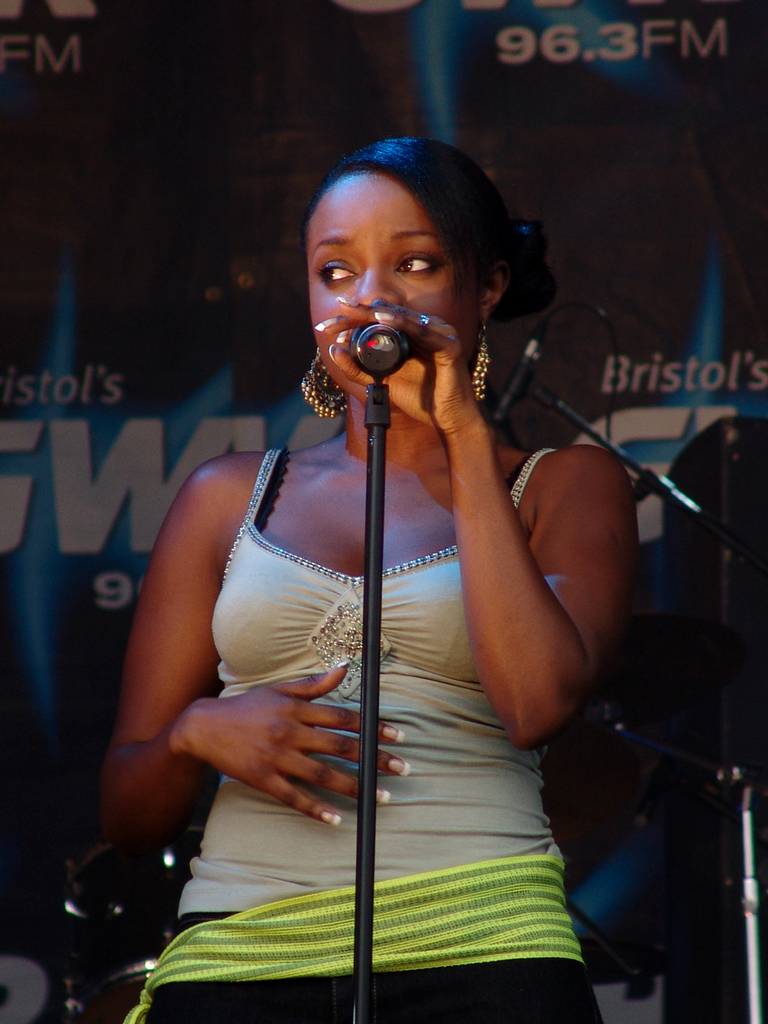
Keisha Buchanan; anni nel gruppo: 1998 - 2009

Nella primavera del 2003 il gruppo dichiarò di essere al lavoro sul terzo album intitolato Three, con produttori del calibro di Linda Perry, Xenomania e Jony Rockstar.
Il disco è stato pubblicato il 27 ottobre dell'anno stesso, raggiungendo la terza posizione nella classifica britannica degli album; ai BRIT Awards del 2003, il gruppo ottenne tre nomination come "Miglior album britannico", "Miglior gruppo britannico" e "Miglior gruppo dance britannico", vincendo però solo nell'ultima categoria. Certificato doppio disco di platino nel Regno Unito, al 2008 il disco ha venduto, solo in patria, 855 120 copie.
L'album fu anticipato dal singolo Hole in the Head, divenuto il terzo singolo del gruppo a raggiungere la prima posizione in patria. Ottenne un buon successo anche nel resto d'Europa, raggiungendo la seconda posizione in Irlanda, Paesi Bassi e Norvegia, ed è l'unico singolo delle Sugababes ad essere entrato in classifica negli Stati Uniti, raggiungendo la posizione 96 della Billboard Hot 100 e la vetta della Billboard Dance/Club Play Songs. A fine anno fu pubblicato come secondo singolo il brano Too Lost in You, inserito nella colonna sonora della commedia Love Actually - L'amore davvero; il pezzo ha avuto un buon riscontro in Germania, Paesi Bassi, Norvegia e Regno Unito. Il terzo singolo, In the Middle, fu pubblicato nel 2004 e, come il quarto ed ultimo singolo dell'album, la ballata Caught in a Moment, arrivò ottavo nella classifica dei singoli nel Regno Unito. Di questi due, In the Middle fu nominato ai BRIT Awards del 2005 come "Miglior singolo britannico", premio poi vinto da Will Young.
Nel Natale del 2004 il trio partecipò, insieme a star del calibro di Chris Martin, Dido, Robbie Williams e Jamelia, all'associazione Band Aid 20 per l'incisione della cover del brano Do They Know It's Christmas? cantato originariamente nel 1984. Nella settimana in cui venne pubblicato raggiunse la prima posizione nella classifica dei singoli britannica. Sempre nel 2004 è stato pubblicato l'EP Sessions@AOL; inoltre il gruppo partì con il tour europeo intitolato Three Tour a supporto dell'album.

### Taller in More Wayse la terza formazione
Nei mesi successivi il gruppo si prese una pausa, poiché Mutya Buena rimase incinta della sua prima figlia.
Il loro ritorno avvenne nell'estate del 2005, quando parteciparono al Live 8 di Edimburgo, concerto di beneficenza per migliorare la situazione africana, esibendosi con una versione acustica del singolo Stronger.
Il 26 settembre dello stesso anno pubblicarono il primo singolo del quarto album, Push the Button. Il pezzo debuttò in prima posizione nel Regno Unito, divenendo il quarto singolo del gruppo a raggiungere la vetta della classifica britannica e il primo a raggiungere la prima posizione in Irlanda. Ha raggiunto la prima posizione anche in Austria e Nuova Zelanda ed ha avuto un ottimo successo nel resto d'Europa. Certificato disco d'argento nel Regno Unito, fu nominato ai BRIT Awards del 2006 come "Miglior singolo britannico", ma il premio andò ai Coldplay.

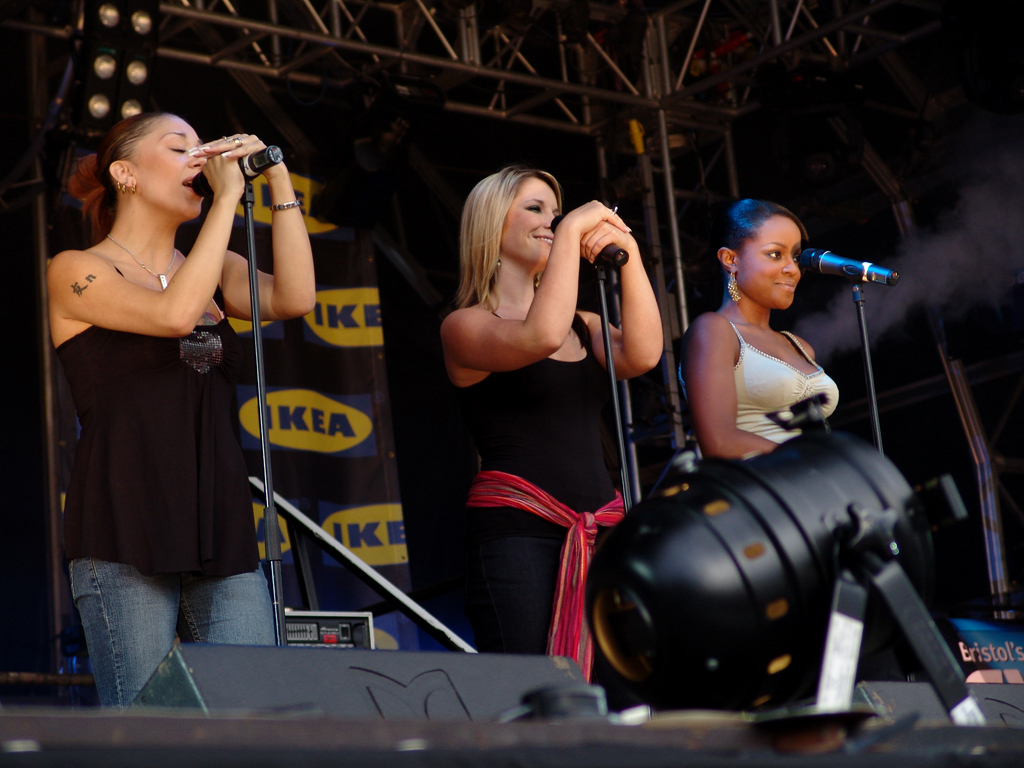
La seconda formazione delle Sugababes in concerto a Bristol

L'album Taller in More Ways, pubblicato il 31 ottobre del 2005, fu un lavoro molto differente dai precedenti, poiché segnato da una svolta electropop; il disco divenne il primo album del gruppo a raggiungere la vetta della classifica britannica. Col debutto dell'album, il trio raggiunse la vetta delle classifiche di singoli, album, airplay radiofonico e download digitale simultaneamente, divenendo il primo gruppo femminile a riuscire in tale impresa. Taller in More Ways ha venduto, al 2008, 885,887 copie nel solo Regno Unito, dove è stato certificato doppio disco di platino dalla BPI. In aggiunta alle vendite del resto d'Europa, il disco ha superato il milione di copie vendute, venendo certificato disco di platino dalla IFPI. In quel periodo il gruppo apparve sul nono album del musicista e produttore William Orbit, Hello Waveforms, nella canzone Spiral.
Il secondo singolo pubblicato dall'album fu Ugly, accompagnato da un video in cui appare la figlia di Mutya Buena. La canzone ebbe un discreto successo nelle classifiche europee.
Dopo un'apparente influenza, che impedì alla Buena di promuovere il singolo, il 21 dicembre del 2005 fu annunciato che la componente aveva lasciato le Sugababes. In accordo con un comunicato apparso sul sito ufficiale del gruppo, la decisione della Buena era basata su ragioni personali venutesi a creare con la nascita della figlia. Amelle Berrabah si unì al gruppo alla fine dello stesso mese, dopo essere stata scelta dai manager del gruppo per sostituire la Buena.
Il terzo singolo estratto da Taller in More Ways era una versione ri-registrata con la nuova componente di Red Dress, pubblicata all'inizio del 2006; esso divenne il terzo singolo delle Sugababes estratto dall'album a raggiungere le prime cinque posizioni nella classifica britannica dei singoli, arrivando quarta in patria e raggiungendo discrete posizioni nel resto d'Europa. La Berrabah ri-registrò tre delle dodici tracce dell'album (incluso Red Dress) e co-scrisse con le compagne un nuovo pezzo, intitolato Now You're Gone. Queste canzoni apparvero in una nuova edizione di Taller in More Ways, pubblicata il 27 febbraio del 2006. Il quarto ed ultimo singolo fu Follow Me Home, pubblicato a giugno, che arrivò alla trentaduesima posizione della classifica britannica dei singoli e alla venticinquesima di quella irlandese.
Per promuovere l'album, il gruppo intraprese il Taller in More Ways Tour a marzo 2006.
Nello stesso anno aprirono anche i concerti dell'Ultimate Tour dei Take That, tour che segnò il ritorno della band sulle scene dopo dieci anni di inattività.

### Overloaded: The Singles Collection, la raccolta

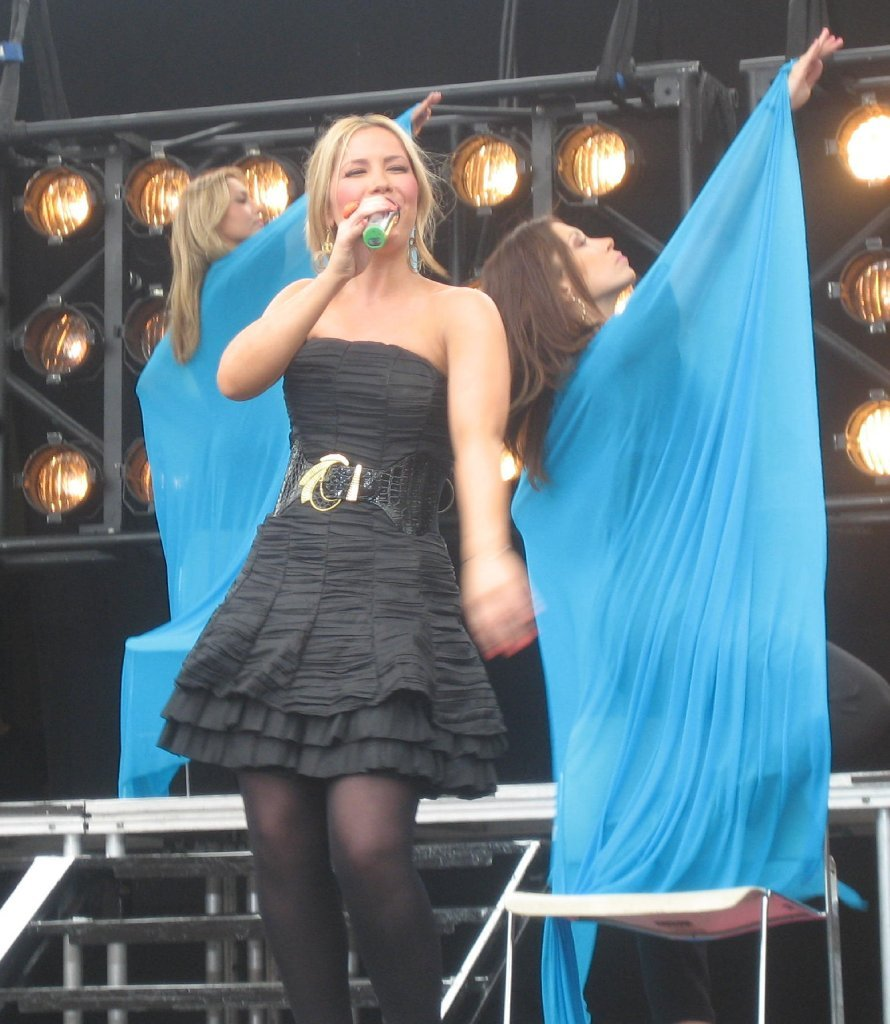
Heidi Range; anni nel gruppo: 2001 - 2011

A metà del 2006, il gruppo registrò due nuove tracce da includere nel loro primo greatest hits, intitolato Overloaded: The Singles Collection e pubblicato il 13 novembre dello stesso anno. La raccolta conteneva i quindici singoli di maggior successo del gruppo e due brani inediti, Good to Be Gone e il primo ed unico singolo estratto, Easy, entrambi prodotti da Jason Pebworth, leader del gruppo pop/rock americano Orson. Il singolo raggiunse l'ottava posizione nella classifica britannica dei singoli, ed ebbe un tiepido successo nel resto d'Europa, mentre la raccolta raggiunse la terza posizione e fu certificata disco di platino dalla BPI per aver venduto (al 2008) 597,983 copie nel solo Regno Unito.
Contemporaneamente furono pubblicati anche una compilation live, Overloaded: The Live Collection, un DVD, Overloaded: The Singles Collection DVD, ed è stato eseguito il tour Overloaded: The Singles Tour.
Nel 2007, il gruppo registrò il singolo ufficiale di Comic Relief assieme il rapper T.I. in collaborazione con il gruppo britannico delle Girls Aloud, una cover di Walk This Way degli Aerosmith. Il pezzo divenne il quinto singolo della band ad arrivare in vetta nella classifica del Regno Unito. In quel periodo, la Mattel strinse un accordo con le Sugababes per creare una nuova collezione di Barbie che le ritraesse, collezione messa in vendita a maggio del 2007; fu anche pubblicato un secondo EP del gruppo, intitolato iTunes Special: Live From London.

### Change, il quinto album
Dopo il tour a supporto della loro raccolta, le Sugababes iniziarono nel 2007 le registrazione di Change, il quinto album in studio ed il primo in cui comparve la Berrabah su tutte le tracce. Con la pubblicazione del singolo di lancio, About You Now, le Sugababes divennero il primo gruppo femminile a raggiungere la vetta della classifica britannica dei singoli solo con i download digitali. La canzone stabilì anche un nuovo record per il maggior salto di posizioni alla numero uno della classifica britannica dei singoli (era entrato alla 35, anche se questo record è stato battuto dalla hit di Pink So What che era entrata alla 38), e rimase in vetta per quattro settimane. About You Now fu nominato ai BRIT Awards del 2008 come "Miglior singolo britannico" ed ha venduto, al 2008, 469,897 copie, divenendo il singolo di maggior successo del gruppo. Anche nel resto d'Europa il singolo ha ottenuto un buon successo.
Pubblicato il 1º ottobre del 2007, Change divenne il secondo album del gruppo a raggiungere la vetta della classifica britannica degli album. Per la seconda volta, il trio raggiunse la vetta delle classifiche di singoli, album, airplay radiofonico e download digitale simultaneamente. Il secondo singolo, Change, fu pubblicato a dicembre dello stesso anno e nel Regno Unito arrivò tredicesimo, ottenendo un minor riscontro anche nel resto d'Europa.
Change ha venduto, al 2008, 494,485 copie nel Regno Unito, dove è stato certificato disco di platino dalla BPI. Il terzo ed ultimo singolo estratto dall'album fu Denial, arrivato alla quindicesima posizione in patria ed ottenendo un tiepido riscontro in Europa.
Nell'ottobre del 2007, le Sugababes apparvero sulla compilation Radio 1 Established 1967 con una cover di Betcha By Golly, Wow degli The Stylistics, prodotta da Lucas Secon.
Nel Natale dello stesso anno parteciparono invece al disco di Annie Lennox Songs of Mass Destruction, partecipando al singolo Sing, in un coro formato da dive del calibro di Madonna, Céline Dion, Shakira, Joss Stone, Anastacia e Pink.
Dello stesso periodo è l'esibizione allo Swarovski Fashion Rocks; in collaborazione con Patti LaBelle, cantarono la hit Lady Marmalade. Nel marzo del 2008 sono state scelte come testimonial per la marca di scarpe tedesca Deichmann, in collaborazione con la quale lanciarono anche una propria collezione, resa disponibile dal febbraio del 2008; pochi mesi dopo hanno invece sponsorizzato, insieme a gruppi come Girls Aloud, McFly e Bob Sinclar, la catena di ristoranti McDonald's.
Da marzo a maggio del 2008, le Sugababes hanno tenuto il Change Tour, il loro tour più importante. Sempre in quell'anno è uscito un terzo EP, intitolato Live at O2 Music Flash.

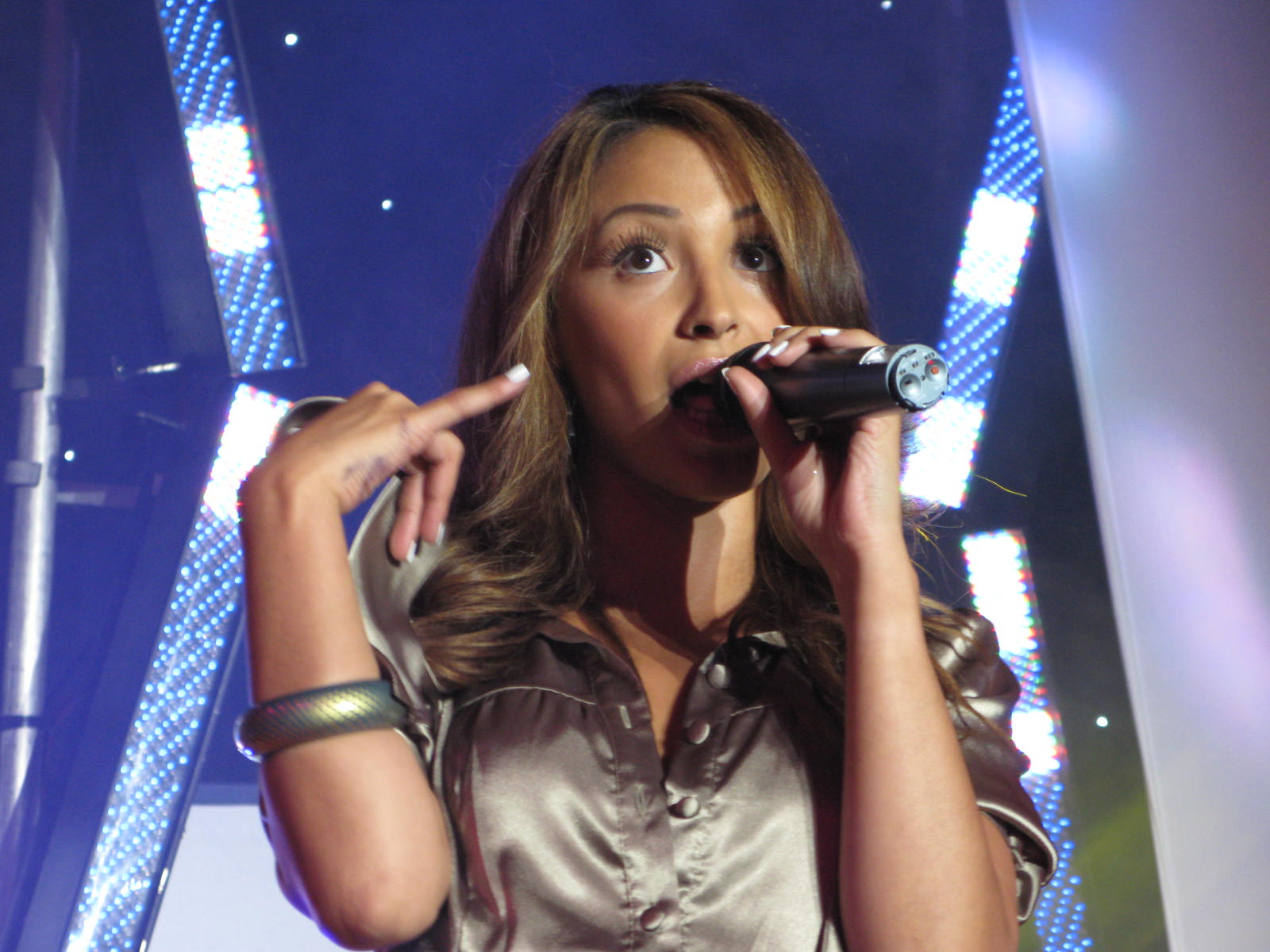
Amelle Berrabah; anni nel gruppo: 2005 - 2011

### Catfights and Spotlights
Terminato il lungo tour durante l'estate del 2008, la girlband si mise immediatamente al lavoro realizzando un remix di un singolo del cantante e produttore Taio Cruz, She's Like a Star, insieme al rapper statunitense Busta Rhymes; il pezzo fu pubblicato nell'agosto di quell'anno, riscuotendo un tiepido successo nel Regno Unito. Nello stesso periodo il gruppo registrò il sesto album di inediti, intitolato Catfights and Spotlights. Circolò la voce che Timbaland avesse intenzione di collaborare al progetto, ma a causa dei tempi ristretti ciò non avvenne. Girls, singolo di lancio dell'album, fu pubblicato nell'ottobre del 2008. Il pezzo raggiunse la terza posizione nella classifica britannica dei singoli, divenendo il primo singolo di lancio di un album del gruppo dai tempi di Overload a non raggiungere la prima posizione. L'album, pubblicato il 17 ottobre dello stesso anno, raggiunse l'ottava posizione nel Regno Unito, non ottenendo il successo dei precedenti dischi neanche nelle classifiche europee, mentre il secondo ed ultimo singolo, No Can Do, pubblicato a dicembre, raggiunse la ventitreesima posizione nella classifica britannica. Sempre nel 2008 il gruppo partecipò agli MTV Europe Music Awards in qualità di ospiti, presentando il premio della categoria Miglior canzone, vinto da Pink (cantante). Il 14 novembre 2008, parteciparono al concerto di beneficenza BBC Children In Needs per i bambini malati nel mondo. Il concerto si è svolto a Londra, e vi hanno partecipato artisti come gli U2, James Morrison, i Take That e le Girls Aloud.
A gennaio del 2009, la Performing Right Society nominò le Sugababes la quarta band ad aver lavorato più duramente nel 2008 per l'elevato numero di concerti tenuti in quell'anno.
Dopo la pubblicazione di No Can Do, il gruppo annunciò la decisione di volersi dedicare alla stesura del materiale per il loro settimo album di inediti. Il 22 febbraio del 2009, le Sugababes ottennero l'attenzione dei media per essersi esibite al matrimonio di Jade Goody e Jack Tweed. Ad agosto dello stesso anno, la Berrabah collaborò con Tinchy Stryder per il brano Never Leave You, terzo singolo del secondo album del rapper, Catch 22. Il pezzo debuttò in prima posizione nella classifica britannica dei singoli, rendendo la Berrabah l'unico membro delle Sugababes ad avere un singolo alla numero uno al di fuori dal gruppo. La Buchanan collaborò invece con Jay Sean nell'edizione britannica del suo terzo album, All or Nothing, per il pezzo Far Away, che hanno co-scritto insieme.

### Sweet 7e la quarta formazione
Le Sugababes lavorarono al loro settimo album di inediti, Sweet 7, negli Stati Uniti. Nell'aprile del 2009, il gruppo firmò un contratto con la Roc Nation, casa discografica fondata da Jay-Z, il che permise loro di lavorare con produttori di spicco nella musica mondiale. Il singolo di lancio dell'album, Get Sexy, fu pubblicato alla fine dell'agosto dello stesso anno, e debuttò in seconda posizione nella classifica britannica dei singoli ed ottenendo discreti risultati nel mercato europeo.

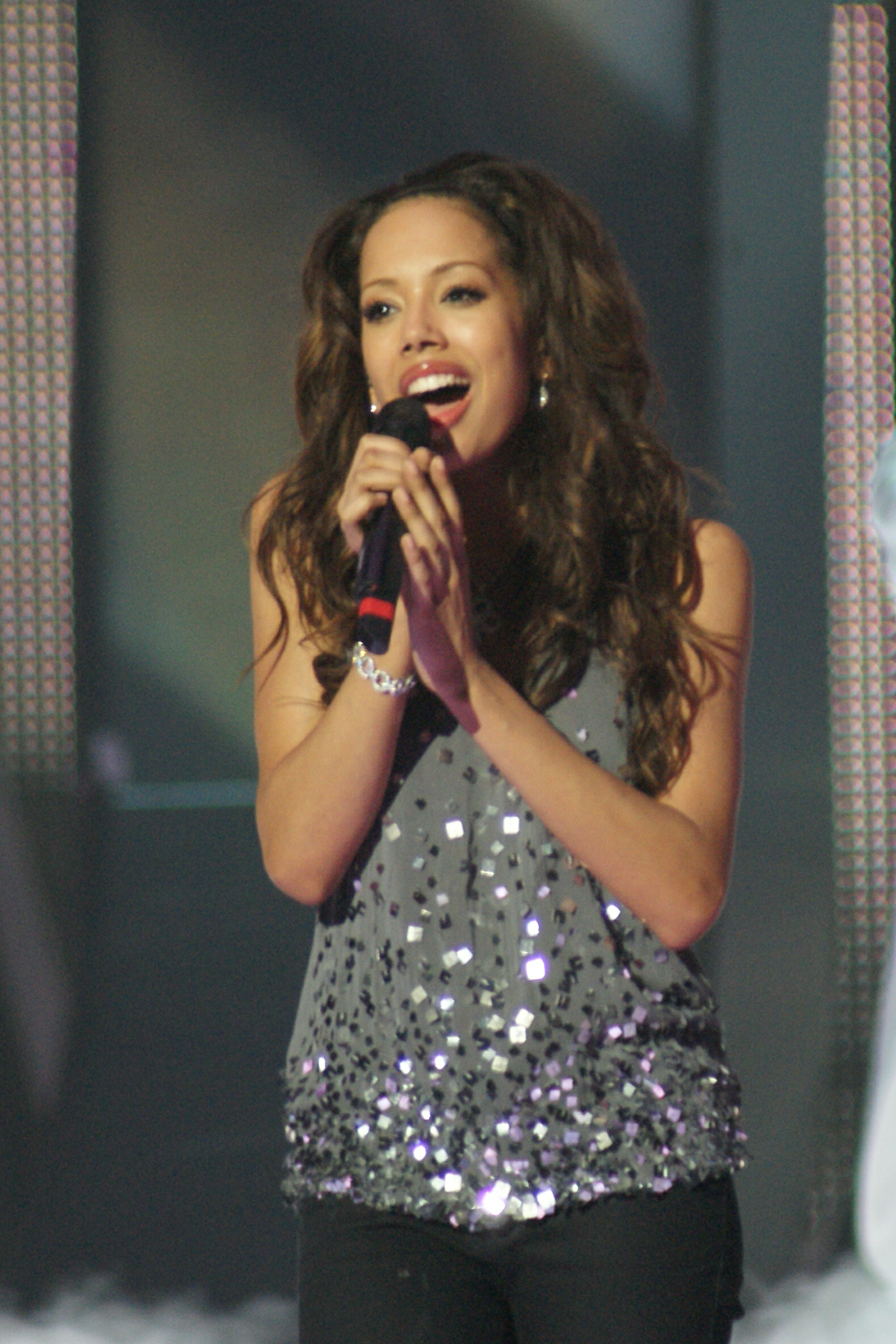
Jade Ewen; anni nel gruppo: 2009 - 2011

Il 21 settembre dello stesso anno, la Buchanan, unico membro originale rimasto del gruppo, lasciò le Sugababes. Fu sostituita da Jade Ewen, rappresentante del Regno Unito all'Eurofestival del 2009. La Buchanan, tramite il suo account ufficiale Twitter, affermò come ciò non fosse una sua decisione, scatenando diverse polemiche da parte dei media che descrissero come la Buchanan fosse stata "cacciata" dal gruppo. Anche molti fan del gruppo reagirono negativamente alla notizia, così come molti critici. A seguito delle polemiche sul cambio di formazione, sia la Range che la Berrabah affermarono di aver ricevuto "umiliazioni" da parte della Buchanan per più di un anno. Inoltre, quando decisero entrambe di lasciare il gruppo, l'etichetta Island Records offrì loro l'opportunità di restare nel gruppo senza la Buchanan. La nuova componente, la Ewen, si recò negli Stati Uniti per girare il video musicale del secondo singolo, About a Girl, diversi giorni prima dell'annuncio dell'uscita della Buchanan dal gruppo.
About a Girl fu ri-registrata con la nuova componente e poi pubblicata l'8 novembre dello stesso anno; raggiunse l'ottava posizione nella classifica britannica dei singoli, in un periodo in cui i programmi di promozione andarono a monte dopo che la Berrabah si fece ricoverare in una clinica privata in Austria a causa di un esaurimento nervoso, dovuto al cambio di formazione. Durante le feste natalizie del 2009 il gruppo diffuse come singolo promozionale una reinterpretazione di Santa Baby.
Alla fine del 2009 fu confermato che Wear My Kiss sarebbe stato pubblicato nel febbraio del 2010 come terzo singolo, mentre l'album, inizialmente programmato per novembre 2009, fu rinviato a marzo dell'anno seguente. Wear My Kiss raggiunse la settima posizione nel Regno Unito, rendendo Sweet 7 il primo album delle Sugababes dopo Taller in More Ways a contenere almeno tre singoli arrivati nelle prime dieci posizioni in patria. Sweet 7 invece, pubblicato il 5 marzo del 2010, debuttò alla quattordicesima posizione della classifica britannica degli album, risultando così il loro album di minor successo immediatamente dopo il primo, One Touch; anche in Irlanda e Svizzera i risultati furono deludenti.
Le Sugababes rientrarono in posizione 82 nell'edizione del 2010 della classifica "Le 100 Donne più Sexy del Mondo" stilata da FHM; quella era la prima volta che il gruppo appariva nella classifica, anche se Heidi Range era già apparsa una volta in posizione 94.
Nell'agosto dello stesso anno, fu annunciato che le Sugababes avrebbero pubblicato una linea di profumi, dal nome Tempt, Tease and Touch, messa in vendita dal mese successivo.

### Passaggio alla Sony Music, carriere soliste e hiatus
Nell'aprile del 2010, a solo un mese dalla pubblicazione di Sweet 7, venne annunciato l'inizio delle registrazioni dell'ottavo album del gruppo.
Il 22 maggio 2011 il gruppo ha presentato durante un concerto in Marocco il singolo di lancio del nuovo album; il pezzo si intitola Freedom e viene pubblicato ufficialmente il 25 settembre dello stesso anno come download gratuito in regalo per i fans.
È stato, inoltre, reso pubblico il 5 giugno il passaggio della band all'etichetta Sony Music, dopo 10 anni di collaborazione con la Island, per un contratto comprensivo di tre dischi.
Dopo varie speculazioni su una possibile uscita dell'ottavo album, il gruppo ha dichiarato di essersi preso una pausa dalle scene, permettendo alle componenti di concentrarsi su una possibile carriera solista fino alla fine del 2013.
Il 6 settembre 2013, Jade Ewen ha ufficializzato lo scioglimento definitivo del gruppo, facendolo risalire al 2011.
Nel gennaio del 2014, tuttavia, Heidi Range ammette che le dichiarazioni di Jade non sono vere: Heidi afferma che il gruppo è ancora in hiatus indefinito per permettere alle componenti di proseguire progetti solisti, ma che il gruppo non si è sciolto ufficialmente.

### Riformazione originale del gruppo (in corso)
Nel frattempo, la prima formazione, composta da Keisha Buchanan, Mutya Buena e Siobhan Donaghy, ha dato vita ad un nuovo gruppo chiamato Mutya Keisha Siobhan. Dopo varie lotte legali per poter tornare in possesso del nome originale della band, il trio è tornato sulle scene musicali nel 2019 come Sugababes, partecipando ad una compilation di musica garage, Garage Classical, realizzata da DJ Spoony, per la quale hanno interpretato il brano Flowers delle Sweet Female Attitude; il brano ottenne buoni risultati da parte del pubblico. L'attuale formazione è quindi tornata ad essere composta da Mutya Buena, Keisha Buchanan e Siobhán Donaghy.

## Stampa britannica
I "capricci" e le lotte dietro le quinte della band trovano molto riscontro nella stampa britannica. Infatti il gruppo è molto noto per le continue voci su diverbi tra le componenti e diversi annunci di scioglimento. Voci sostenevano che Keisha Buchanan e Mutya Buena avessero maltrattato Heidi Range, anche se la stessa Range ha ripetutamente smentito tali accuse; la Buchanan ha confermato che c'è stato un solo litigio tra lei e la Range durante un concerto del 2004 a Dublino, affermando solo che riguardava il video musicale di Toxic, brano di Britney Spears. Il gruppo è anche finito in prima pagina dopo il tour con i Take That, in occasione del quale hanno attaccato Gary Barlow per la sua rudezza.

## Formazione
Formazione attuale
- Mutya Buena (1998–2005; 2011–2019 come Mutya Keisha Siobhan; 2019–presente)
- Keisha Buchanan (1998–2009; 2011–2019 come Mutya Keisha Siobhan; 2019–presente)
- Siobhán Donaghy (1998–2001; 2011–2019 come Mutya Keisha Siobhan; 2019–presente)

Ex membri
- Heidi Range (2001–2011)
- Amelle Berrabah (2005–2011)
- Jade Ewen (2009–2011)

## Discografia

### Album in studio
- 2000 – One Touch
- 2002 – Angels with Dirty Faces
- 2003 – Three
- 2005 – Taller in More Ways
- 2007 – Change
- 2008 – Catfights and Spotlights
- 2010 – Sweet 7
- 2022 – The Lost Tapes

### Album dal vivo
- 2006 – Overloaded: The Live Collection

### Raccolte
- 2006 – Overloaded: The Singles Collection
- 2011 – The Best of the Bs[119]

## Tour
- 2003 – Angels with Dirty Faces Tour
- 2004 – Three Tour
- 2006 – Taller in More Ways Tour
- 2007 – Overloaded: The Singles Tour
- 2008 – Change Tour
- 2013 – The Scared Three Tour
- 2022 – Sugababes UK Tour
- 2023 – Sugababes Australian Tour
- 2023 – One Night Only at the O2

Come artiste ospiti
- 2002 – Four Season Tour delle No Angels
- 2006 – The Ultimate Tour dei Take That
- 2022 – The Wild Dreams Tour dei Westlife
- 2023 – Live at Hyde Park dei Take That